# Abgrallaspis ruebsaameni
Abgrallaspis ruebsaameni är en insektsart som först beskrevs av Cockerell 1902.  Abgrallaspis ruebsaameni ingår i släktet Abgrallaspis och familjen pansarsköldlöss.
Artens utbredningsområde är Papua Nya Guinea. Inga underarter finns listade i Catalogue of Life.